# Kladruby (okres Rokycany)
Kladruby (německy Kladrub) jsou obec v okrese Rokycany v Plzeňském kraji. Leží zhruba devatenáct kilometrů severně od Rokycan a 6,5 kilometru severoseverovýchodně od Radnic. Žije v ní 160 obyvatel.

## Historie
První písemná zmínka o obci pochází z roku 1329.

## Obyvatelstvo
| Rok            | 1869 | 1880 | 1890 | 1900 | 1910 | 1921 | 1930 | 1950 | 1961 | 1970 | 1980 | 1991 | 2001 | 2011 | 2021 |
| -------------- | ---- | ---- | ---- | ---- | ---- | ---- | ---- | ---- | ---- | ---- | ---- | ---- | ---- | ---- | ---- |
| Počet obyvatel | 792  | 784  | 642  | 639  | 608  | 585  | 500  | 364  | 302  | 219  | 172  | 196  | 169  | 147  | 147  |
| Počet domů     | 114  | 118  | 120  | 118  | 105  | 105  | 107  | 124  | 92   | 76   | 66   | 68   | 121  | 122  | 122  |

## Obecní správa

### Části obce
- Kladruby
- Hřešihlavy
- Třímany
- Vojenice

### Obecní symboly
Znak a vlajka byly obci uděleny rozhodnutím předsedy Poslanecké sněmovny Parlamentu České republiky dne 22. října 2008.

## Pamětihodnosti
- Kaplička na návsi
- Památník padlým